# Königliches Glasmalerei-Institut

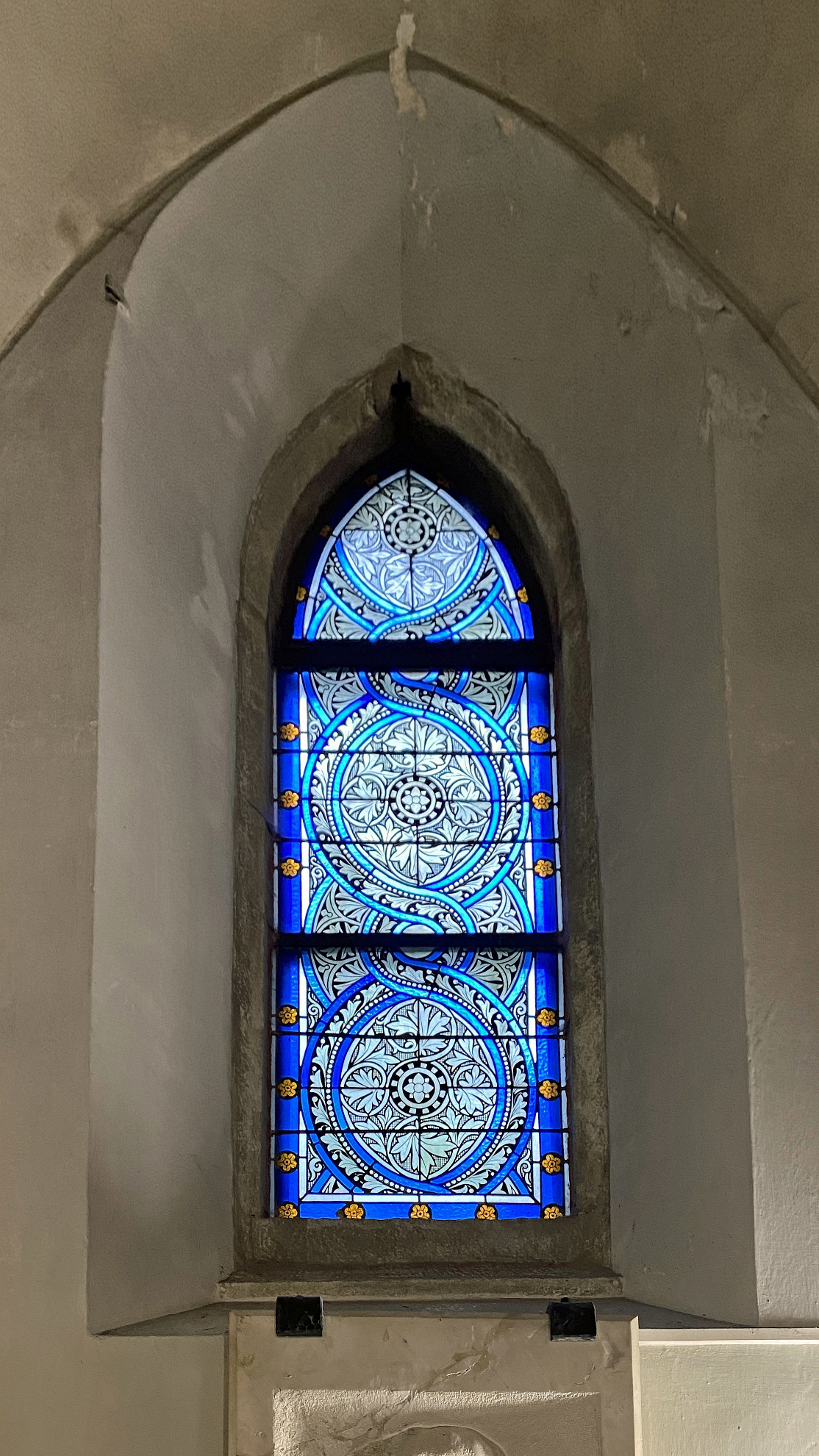
Im Königlichen Glasmalerei-Institut hergestelltes Fenster der Christophoruskirche Bad Gastein

Das Königliche Glasmalerei-Institut wurde 1843 in Charlottenburg bei Berlin gegründet.

## Geschichte
Nach dem Ende der Befreiungskriege wurde 1821 in Berlin das Gewerbeinstitut zur „Beförderung des Gewerbefleißes“ gegründet. Die Bestrebungen, die hierzu geführt hatten, waren von Carl Friedrich Schinkel und Peter Beuth, aber auch dem Kronprinzen Friedrich Wilhelm unterstützt worden; sie richteten sich auch auf die Glasmalerei, für die König Friedrich Wilhelm IV. nach seiner Thronbesteigung (1840) im Jahr 1843 eine Lehranstalt in Berlin sowie nach Münchener Vorbild des Instituts für kirchliche Glasmalerei das Königliche Glasmalerei-Institut in Charlottenburg bei Berlin gründete.
In der Folgezeit entstanden zahllose kirchliche Glasfenster, verteilt über die Lande des Königreichs Preußen, darunter so herausragende wie die für die Danziger Marienkirche und die Dome in Aachen und Köln, aber auch die Burg Hohenzollern. Die zahlreichen Arbeiten, die vielfach die Zerstörungen des Zweiten Weltkrieges nicht überdauert haben, entstanden in der gesamten zweiten Hälfte des 19. Jahrhunderts, denn erst im März 1905 stellte das Berliner Institut seinen Betrieb ein.